# (13378) 1998 VF35
1998 في أف 35 (ويعرف أيضًا باسم (13378) 1998 في أف 35 وفق تسمية الكوكب الصغير) (بالإنجليزية: 1998 VF35)‏ هو كويكب ضمن حزام الكويكبات؛ وترتيبه 13378 من حيث الاكتشاف.
اكتُشف هذا الجُرم الفلكي بواسطة هيروشي كانيدا في 12 نوفمبر 1998.

## وصلات خارجية
- (13378) 1998 VF35 في قاعدة بيانات مختبر الدفع النفاث لأجرام النظام الشمسي الصغيرة

- الاكتشاف · مخطط المدار ·  العناصر المدارية · المعلمات المادية

- (13378) 1998 VF35 على موقع ويكي سكاي: DSS2, SDSS, GALEX, IRAS, Hydrogen α, X-Ray, Astrophoto, Sky Map, Articles and images